# X (musikalbum av Def Leppard)
X är ett musikalbum av det brittiska rockbandet Def Leppard, utgivet i juli 2002.

## Låtlista
1. "Now" - 3:59
2. "Unbelievable" - 3:59
3. "You're So Beautiful" - 3:31
4. "Everyday" - 3:08
5. "Long, Long Way to Go" - 4:39
6. "Four Letter Word" - 3:08
7. "Torn to Shreds" - 2:57
8. "Love Don't Lie" - 4:46
9. "Gravity" - 2:33
10. "Cry" - 3:18
11. "Girl Like You" - 2:49
12. "Let Me Be the One" - 3:30
13. "Scar" - 5:00